# 王简
王简（？—？），字长仁，琅邪临沂人，王导的曾孙，王穆的长子，王智、王僧朗的哥哥。
王简官至东晋东阳太守，其女王韶凤嫁给了刘义融。